# 林智信
林智信（1936年—），臺灣藝術家。生於臺南市歸仁區，臺南師範藝師科（今國立臺南大學視覺藝術與設計學系）畢業。繪有多幅以臺灣風景文化為題材的巨幅油畫、版畫作品，並多次於臺灣及國外展出。曾任臺南市美術研究會（南美會）會長。:316

## 生平
林智信1936年生於日治時期台南州新豐郡歸仁庄。:101952年就讀臺南師範藝師科，在校期間受張麟書老師在木刻技法的啟蒙，爾後，得時任《豐年》雜誌楊英風主編連續刊載木刻作品，其作品又陸續於刊登於《南市青年》、《自由青年》、《中央日報》、《新生報》等報章雜誌上，決心將木刻版畫成為藝術創作主要媒材。:315林氏此時期的版畫線條細密，畫風細緻，作品尺幅較小。1955年畢業後，於國小任教，教學之餘仍持續藝術創作，並由楊英風的介紹認識了日本版畫家棟方志功的作品，且受其作品啟發，林智信的作品由細膩風格轉向刀法靈活、線條粗放有力、風格豪放且尺幅較大的作品。:48
在創作媒材方面，林智信以畢卡索為學習榜樣──「能刻、能畫、能雕、能塑」，認為藝術家不應該侷限在單一媒材或技能，因此開始廣泛接觸水墨、版畫、雕塑、琉璃、油畫等藝術創作，甚至在1978年向嘉義交趾陶泰斗林添木大師（葉王嫡傳弟子）學習交趾陶。:116-119林智信在藝術創作上孜孜不倦，並自1972年起屢次受邀至國外展出。林氏在1980年獲得中國畫學會頒發「金爵獎」，1981年獲臺灣省政府藝文獎，1982年於國立歷史博物館國家畫廊個展，並獲史博館頒發「榮譽金章獎」。:1561996年獲中華民國版畫協會金璽獎、第19屆吳三連獎西畫類藝術獎及全球中華文化藝術薪傳獎優等獎。:157-158也曾於1999-2002年擔任臺南市美術研究會第47-50屆會長。

## 作品
林智信創作多為表現台灣鄉土風情的題材，如農村生活、民俗活動、童年回憶等。:317-323

### 版畫
- 《迎親圖》 （页面存档备份，存于）[6]:全長94.5公分、寬50公分。為林智信於1980年看了國立歷史博物館於臺南市舉辦的「古禮迎親」後所做的長卷形式油印木刻作品。此作在1982年完成，目前由國立歷史博物館典藏。[2]:106-107
- 《迎媽祖》 （页面存档备份，存于）:林智信於1975年開始構思，至1995年完成的大型長卷水印木刻作品。作品由六十八幅長約183公分、寬91.5公分的媽祖慶典場景組合而成，整件全長共124公尺，寬91.5公分。[2]:86-92

### 油畫
- 《芬芳寶島》- 描繪臺灣人文風景的橫幅油畫，北起基隆嶼、南迄鵝鑾鼻，將臺灣西部風情盡收其中。作品構思18年、創作7年，耗費25載光陰創作而成。是世界最大連幅、最長的油畫，由102幅組成，每幅寛112公分，長243公分，總長248公尺[7]。於2014年12月7日於高雄市立美術館首次公開展出，在2016年6月至9月赴中國杭州展出[8]。
- 《美哉東台灣》 - 自2014年起、至今仍在創作中的作品，預計花五年完成，並與《迎媽祖》、《芬芳寶島》構成《愛台三部曲》。[9]

## 延伸閱讀
《天佑人間 海神媽祖：2016年林智信傳統木刻水印版畫「迎媽祖」寧波博物館展覽專輯》 2017年1月 國立歷史博物館 ISBN 9789860517446
《雋藝風華：藝術拓荒者林智信回憶錄》 2019年10月 蔚藍文化 ISBN 9789869773195

## 外部連結
- 國立歷史博物館典藏 （页面存档备份，存于）
- 林智信官方網站 （页面存档备份，存于）
- 媽祖藝陣．土地印記-林智信邀請展 （页面存档备份，存于）
- 芬芳寶島：憶象1950年代的台灣－林智信彩繪展